# Niaga
Niaga är en ort i Burkina Faso.   Den ligger i regionen Boucle du Mouhoun, i den sydvästra delen av landet, 190 km väster om huvudstaden Ouagadougou. Niaga ligger 281 meter över havet och antalet invånare är 532.
Terrängen runt Niaga är mycket platt. Närmaste större samhälle är Koho, 2,6 km sydost om Niaga.
Omgivningarna runt Niaga är en mosaik av jordbruksmark och naturlig växtlighet. Runt Niaga är det ganska tätbefolkat, med 52 invånare per kvadratkilometer.